# Flavius Eutolmius Tatianus
Flavius Eutolmius Tatianus (en grec ancien : Φλαούιος Εὐτόλμιος Τατιανὸς) est un notable romain de la fin du IVe siècle, membre du Sénat de Constantinople. Il est nommé préfet du prétoire d'Orient en 388 et consul en 391. Il tombe en disgrâce à la cour de Théodose Ier en 392, victime des intrigues de son rival Rufin.

## Biographie

### Famille et origines
La famille Eutolmii est originaire de Syrie. Eutolmius Tatianus est né à Sidyma, un petit village en Lycie. Il est fils d'Antonius Tatianus, praeses (gouverneur) de Carie de 360 environ à 364, durant le règne de l'empereur Julien,.
Eutolmius Tatianus a un fils, Proculus, qui suivit lui aussi une carrière politique et devint préfet de Constantinople en 388.

### Carrière politique

#### Débuts
Eutolmius Tatianus a commencé sa carrière auprès de son père. Vers 357, il devient avocat, puis il est assesseur (conseiller juridique) d'un gouverneur. Dans les années 360, il devient praeses Thebaidos (gouverneur de la Thébaïde). Entre 367 et 370 il occupe la charge de praefectus augustalis en Égypte.
De 370 à 374, il administre le diocèse d'Orient en tant que comes Orientis. De 374 à 380, il occupa la fonction de comes sacrarum largitionum dans l'administration financière impériale.
D'après Jean de Nikiou, il a construit deux portes en pierre avec un travail énorme pour le passage du Nil à un endroit appelé Abrakjun, probablement près d'Alexandrie.

#### Préfet du prétoire d'Orient et consul
Le 16 juin 388, peu avant son départ pour la campagne contre l'usurpateur Magnus Maximus, l'empereur Théodose nomme Eutolmius Tatianus préfet du prétoire d'Orient, succédant à Cynegius Maternus, un Espagnol comme Théodose, décédé le 14 mars de cette année-là ; après avoir envoyé les insignes du pouvoir à Eutolmius Tatianus en Lycie, l'Empereur nomme son fils Proculus praefectus urbi de Constantinople.
Cette nomination pourrait être analysée comme un revirement de la politique de Théodose à l'égard des païens. En 391, Eutolmius Tatianus est nommé consul avec Quintus Aurelius Symmaque, un autre membre de l'aristocratie païenne.

### Disgrâce
La chute d'Eutolmius Tatianus est causée par son conflit avec Rufin. Ce dernier, nommé consul en 392, craint le pouvoir d'Eutolmius Tatianus et de son fils Proculus, car tous deux détiennent à la fois la préfecture prétorienne de l'Orient et la préfecture urbaine. Rufin intrigue pour déposer Eutolmius Tatianus et le faire arrêter. Rufin lui succède comme préfet du prétoire en septembre 392.
Eutolmius Tatianus est exilé, probablement en Lycie, et frappé par la damnatio memoriae. Son fils est également entraîné dans sa chute et mis à mort le 6 décembre 393.